# Богдановка (Чеховский район)
Богдановка — деревня в Чеховском районе Московской области, в составе муниципального образования сельское поселение Стремиловское (до 28 февраля 2005 года входила в состав Стремиловского сельского округа).

## Население
| 2002 | 2006 | 2010 |
| ---- | ---- | ---- |
| 7    | ↘6   | →6   |

## География
Богдановка расположена примерно в 13 км на северо-запад от Чехова, на левом берегу реки Лопасни, высота центра деревни над уровнем моря — 177 м. На 2016 год в Богдановке 1 улица — Заречная и 2 садовых товарищества.